# روبرت جيمس وود
روبرت جيمس وود هو سياسي كندي، ولد في 27 مارس 1886 في كندا، وتوفي بنفس المكان في 8 أغسطس 1954. حزبياً، نشط في الحزب الليبرالي الكندي. وقد انتخب عضو مجلس العموم الكندي.